# Patty Judge
Patty Jean Judge, född 2 november 1943 i Fort Madison, Iowa, är en amerikansk demokratisk politiker. Hon var Iowas viceguvernör 2007–2011.
Judge gick i skola i Albia High School. Hon studerade vid University of Iowa.
Judge var delstatens jordbruksminister 1998–2006. Hon efterträdde 2007 Sally Pederson som viceguvernör.